# Alessandro di Tralles
Alessandro di Tralles (in latino: Alexander Trallianus; in greco: Ἀλέξανδρος ὁ Τραλλιανός; Tralles, 525 circa – 605 circa) è stato un medico bizantino.

## Biografia
Nato a Tralles, in Caria (attuale Aydın), sotto Giustiniano I, figlio del medico Stefano, e fratello dell'architetto Antemio di Tralle, esercitò per qualche tempo l'arte medica a Roma. 
È noto soprattutto per un trattato di patologia e di terapia in dodici volumi (vol. 1-11: malattie interne, volume 12: febbri), trattato che per lungo tempo dopo la sua morte restò un manuale di base in epoca medievale per gli studenti in medicina; l'opera sarà tradotta dal greco in latino (Libri duodecim de re medica, pubblicato a (Basilea nel 1566) e, più tardi, in arabo, nel corso del XVI secolo. 
In seguito, Alessandro di Tralles scrisse un trattato sulle malattie degli occhi e uno sui vermi intestinali (in greco: Περὶ Ἑλμίνθων; in latino: De Lumbricis) pubblicato a Venezia nel 1570).

## Opere
- (FR) Fragment d'un ouvrage grec d'Anthèmius sur des Paradoxes de mècanique, Paris, 1777.